# Capa de hielo de Groenlandia

Mapa de Groenlandia con la profundidad de la capa de hielo. El punto central es el lugar donde el Proyecto Inlandsis tomó muestras de hielo a 3 km de profundidad.

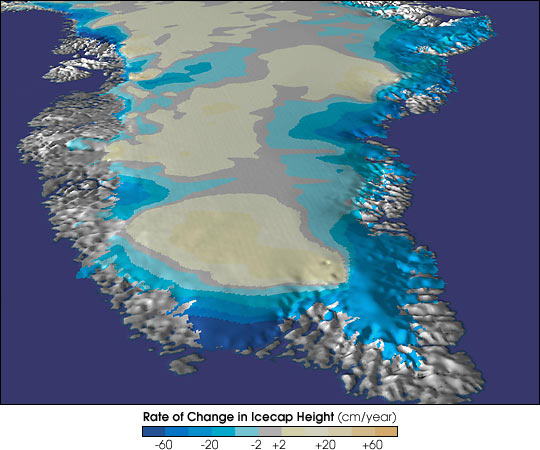
Cambios en la capa de hielo de Groenlandia. Mapa elaborado por el gobierno de los Estados Unidos que muestra un aumento considerable del nivel del hielo en el interior y un descenso progresivamente mayor hacia la periferia

La capa de hielo de Groenlandia (en kalaallisut: Sermersuaq) es una extensa capa de hielo que cubre aproximadamente el 80% de la superficie de Groenlandia, la segunda más grande del mundo, después de la capa de hielo antártica. Abarca 1,71 millones de km² y mide casi 2.400 kilómetros de norte a sur y un máximo de 1.100 kilómetros de este a oeste en la latitud 77° N, cerca de su margen norte. 
La altitud media del hielo es 2.135 metros. El espesor medio es más de 2 km y en su parte más gruesa más de 3 km. No es la única masa de hielo de Groenlandia pues existen en la periferia de la isla glaciares y pequeños campos de hielo aislados de entre 76.000 y 100.000 km². 
Algunos científicos [¿quién?] creen que por el calentamiento global los hielos del casquete se están deslizando hacia la costa y que la capa de hielo se fundirá entera en menos de unos pocos cientos de años: sus 2,85 millones de km³ de hielo elevarían el nivel del mar 7,2 m lo que inundaría la mayoría de las ciudades costeras en el mundo y sepultaría varios archipiélagos y países como las Maldivas o Tuvalu que tienen una altitud máxima inferior a dicho nivel. El conflicto para esas creencias, es que las estaciones meteo de Groenlandia, como la que se muestra aquí, al no estar afectadas por la mancha térmica de ciudades, registran la verdad del hinterland, sin tendencias al enfriamiento ni al calentamiento, a pesar del registro extraordinamente pobre de datos (el clima de Groenlandia tiene al menos entre 9 y 11 milenios de duración, y la data registrada es inferior al 1 % del período).[cita requerida]
El hielo de la actual capa de hielo tiene unos 110.000 años, sin embargo, se piensa que la capa de hielo de Groenlandia se formó a finales del Plioceno o comienzos del Pleistoceno por el proceso de coalescencia (unión) de los casquetes polares y los glaciares. No se desarrolló del todo durante el Plioceno tardío. Durante la primera glaciación continental se consolidó y creció muy rápidamente.
El enorme peso del hielo ha deprimido la zona central de Groenlandia de forma que la superficie de la roca se acerca al nivel del mar en la mayor parte del interior de Groenlandia y las sierras solo se alzan en la periferia confinando la capa de hielo. Si el hielo desapareciese, Groenlandia probablemente se convertiría en un archipiélago.

## Variaciones del nivel de la capa de hielo
Del mapa que se refiere a los cambios de nivel del casquete de hielo de Groenlandia se sacan dos conclusiones importantes: 
- Dichos cambios de nivel no son uniformes, predominando el aumento del mismo en el interior de la isla y un descenso en la periferia. La razón de ello se debe a que la acumulación se realiza en el interior, no por la producción de nieve sino por escarcha debido a la baja temperatura de la parte superior del casquete, con una temperatura máxima que siempre es muy inferior a los 0 °C, con un promedio en algunos puntos inferior a los -30 °C o inferior. A su vez, esta acumulación empuja al hielo hacia afuera y, en consecuencia, aumentaría la formación de icebergs y el derretimiento periférico a la vez que disminuiría eventualmente el nivel de la capa de hielo en el interior lo que haría que aumentara la producción de escarcha al aumentar la humedad (el vapor de agua disminuye con la altura y, por ende, aumenta cuando descendemos de nivel). Se trataría así de un fenómeno cíclico.
- Como puede verse en el artículo sobre las corrientes marinas, la corriente de Groenlandia viene a llevar hacia el sur las aguas de deshielo e icebergs desprendidos de la costa occidental (en la costa noroccidental, como puede verse en el mapa, la capa de hielo llega directamente al mar mediante un extenso glaciar, el glaciar de Humboldt, que tiene una velocidad de desplazamiento bastante rápida), dejando una estrecha zona libre de hielos donde se concentra la escasa población groenlandesa. La costa oriental es más inhóspita, tanto por el relieve como por sus mayores precipitaciones y glaciares y, especialmente, por sus temperaturas mucho más frías.